# Salcea
Salcea ist eine Stadt im Kreis Suceava in der historischer Region Westmoldau in Rumänien.

## Lage
Salcea liegt im Vorland der Ostkarpaten, auf einer Hochfläche zwischen den Flüssen Suceava im Westen und Siret im Osten. Die Kreishauptstadt Suceava befindet sich etwa 10 km westlich.

## Geschichte
Das eher ländlich geprägte Salcea gewann an Bedeutung durch die Entwicklung der nahe gelegenen Kreishauptstadt Suceava und durch die Eröffnung des Flugplatzes Ștefan cel Mare 1963 nördlich des Ortes. 2004 wurde Salcea zur Stadt erklärt.

## Bevölkerung
1930 waren von den damals ca. 4500 Bewohnern der heutigen Stadt nahezu alle Rumänen. Bei der Volkszählung 2002 lebten in Salcea 8719 Personen, darunter 8382 Rumänen und 332 Roma. Nur 2830 wohnten in der eigentlichen Stadt, 5889 in den drei eingemeindeten Ortschaften.

## Verkehr
Südlich der Stadt verläuft die wichtige Bahnstrecke Bukarest–Suceava. Der Ortsteil Văratec besitzt einen Bahnhof, auf dem Nahverkehrszüge in Richtung Suceava und Pașcani halten. Es bestehen  Busverbindungen nach Suceava.

## Sehenswürdigkeiten
- Die orthodoxe Kirche Adormirea Maicii Domnului[4] im Ortsteil Plopeni 1753 errichtet, steht unter Denkmalschutz.[5]